# 卡图伊佩
卡图伊佩是巴西南大河州的一个市镇。总面积583.24平方公里，总人口9499人，人口密度16.3人/平方公里。